# Christopher Dodd
Christopher Dodd (Willimantic, 1944. május 27. –) az Amerikai Egyesült Államok szenátora (Connecticut, 1981–2011). Apja, Thomas J. Dodd szintén betöltötte a szenátori széket Connecticutban, 1959–1971 között, korábban pedig a nürnbergi per egyik helyettes fővádlója volt.

## Élete
Szerepel a Dave című filmvígjátékban saját magát alakítva.